# Kōji Kondō (Fußballspieler)
Kōji Kondō (jap. 今藤 幸治, Kondo Koji; * 28. April 1972 in Kariya, Präfektur Aichi; † 17. April 2003) war ein japanischer Fußballspieler.

## Nationalmannschaft
1994 debütierte Kondō für die japanische Fußballnationalmannschaft. Kondō bestritt zwei Länderspiele.